# برنج‌خورک
برنج‌خورک (نام علمی: Dolichonyx oryzivorus) نام یک گونه از تیره سیاه‌پره‌ایان است.